# Zacisze (gmina Zabłudów)
Zacisze – wieś w Polsce położona w województwie podlaskim, w powiecie białostockim, w gminie Zabłudów.
W czasie II wojny światowej praktycznie cała ludność wsi została aresztowana przez NKWD i wywieziona na Syberię. Pozwolono im z niej powrócić dopiero w 1946 roku.
W latach 1975–1998 miejscowość należała administracyjnie do województwa białostockiego.
Wierni kościoła rzymskokatolickiego należą do parafii św. Apostołów Piotra i Pawła w Zabłudowie.